# Trichoma gracilipenne
Trichoma gracilipenne is een insect uit de familie van de Berothidae, die tot de orde netvleugeligen (Neuroptera) behoort. 
Trichoma gracilipenne is voor het eerst wetenschappelijk beschreven door Tillyard in 1916.